# Jessie Robins
Jessie Robins (* 5. Juni 1905 in London; † 10. August 1991) war eine britische Schauspielerin. 
Zwischen 1958 und 1974 war sie in verschiedenen Film- und Fernsehproduktionen zu sehen. Internationale Bekanntheit erhielt die stark übergewichtige Schauspielerin 1967 durch die Darstellung der „Auntie Jessie“ in dem Beatles-Film Magical Mystery Tour. Eine weitere bekannte Rolle war die Gastwirtin „Rebecca Shagal“ in dem Film Tanz der Vampire von Roman Polański. Darüber hinaus spielte sie in zahlreichen britischen Fernsehserien.

## Filmografie (Auswahl)
- 1963: Geliebter Spinner (Billy Liar)
- 1963: Simon Templar (Fernsehserie, Folge 2x09 The King of the Beggars)
- 1967: Tanz der Vampire (The Fearless Vampire Killers)
- 1967: Magical Mystery Tour
- 1967: Siebenmal lockt das Weib (Woman Times Seven)
- 1968: Tschitti Tschitti Bäng Bäng (Chitty Chitty Bang Bang)
- 1968: Knotenpunkt London (Up the Junction)
- 1969: Coronation Street (Fernsehserie, Folge 1x920)
- 1974: Die schwarze Windmühle (The Black Windmill)